# Veikko Heinonen
Veikko Heinonen, född 4 oktober 1934 i Lahtis, död 4 november 2015, var en finländsk backhoppare som representerade Lahden HS. Han var också bobollspelare.

## Karriär

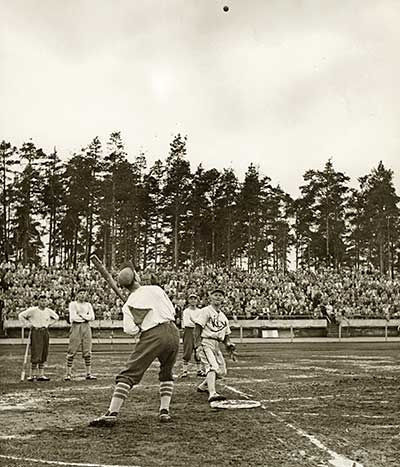
Pesäpallo (boboll) 1958.

Veikko Heinonen vann sin första backhoppstävling 1951. Han blev finländsk junior-mästare 1951 och 1952. Han kvalificerade sig till finska A-landslaget i backhoppning till Skid-VM 1954 i Falun. Han vann där en silvermedalj 10,0 poäng efter landsmannen Matti Pietikäinen och endast 0,5 poäng före Bror Östman från Sverige som fick bronset. Matti Pietikäinen och Veikko Heinonen vann de första medaljer i internationell backhoppning för Finland.
Trots sin stora framgång under Skid-VM 1954, blev aldrig Heininen nominerad för flera internationella mästerskap. Han blev nummer 7 under schweiziska backhopparveckan 1955. Efter två tredjeplatser (i St. Moritz och La Locle) föll Heininen i Arosa och förlorade sina medaljchanser. Heinonen föll också i första hoppet i Oberstdorf i  tysk-österrikiska backhopparveckan säsongen 1955/1956. (Han blev nummer 23 i andra deltävlingen, i Garmisch-Partenkirchen.)
Under skidflygningsveckan i Kulm 1956 vann han två delsegrar, men utmattad efter förseningar på resan från Finland på grund av generalstrejk, blev han bara nummer 6 i första deltävlingen. Han blev nummer två sammanlagt efter Werner Lesser från DDR. Heinonen hoppade sitt längsta hopp någonsin under tävlingarna i Kulm 1956, 118 meter.
Veikko Heinonen blev nummer 7 i finska mästerskapen 1954 och nummer 4 i 1955. Efter ett fall under träning 1966 skadade Heinonen sig och backhoppningskarriären avslutades.

## Boboll
Veikko Heinonen spelade mellan 1953 och 1958 boboll för hemmaklubben i Lahtis (Lahden Mailaveikot) i finska ligan. Som bäst blev han och laget nummer två 1953.

## Övrigt
Heinonens son, Kari Heinonen, var i slutet av 1970-talet och början av 1980-talet med i det finska backhoppningslandslaget.